# Hurt Me Bad (In a Real Good Way)
«Hurt Me Bad (In a Real Good Way)» (Hiéreme (de una forma muy real) es una canción escrita por Deborah Allen y Rafe VanHoy, y grabada por la artista americana de música country Patty Loveless. Fue publicada en septiembre de 1991 como el primer sencillo de su álbum Up Against My Heart".

## De fondo
La canción estuvo 20 semanas en la lista Billboard Hot Country Singles and Tracks, logrando el número 3 durante la semana del 23 de noviembre de 1991.

## Posiciones en listas
| Lista (1991) Billboard Hot Country Singles and Tracks | Posición más alta 3 |
| ----------------------------------------------------- | ------------------- |

### Lista de fin de año
| Lista (1991)                | Posición |
| --------------------------- | -------- |
| Canada Country Tracks (RPM) | 90       |